# Samuel Žbogar
Samuel Žbogar, slovenski politolog, diplomat in politik, * 5. marec 1962, Postojna.
Po gimnaziji v Novi Gorici, kjer se je spoznal z Borutom Pahorjem, je študiral mednarodne odnose na ljubljanski Fakulteti za družbene vede. Med letu 2001 in 2004 je bil državni sekretar Republike Slovenije na Ministrstvu za zunanje zadeve Republike Slovenije in v letih 2004−2008 pa Veleposlanik Republike Slovenije v Združenih državah Amerike.
V letih 2008−2012 je bil minister za zunanje zadeve v vladi Boruta Pahorja.
Do leta 2020 je bil na položaju posebnega predstavnika Evropske unije na Kosovu in vodja njene pisarne, nato je bil na slovenskem zunanjem ministrstvu zadolžen za OECD. Od 1. junija 2022 do 1. oktobra 2023 je bil državni sekretar na zunanjem ministrstvu. Vlada ga je razrešila s funkcije, saj je Žbogar prevzel vodenje slovenske misije v Varnostnem svetu Združenih narodov.